# Нура (Байдібека район)
Нура́ (каз. Нұра) — село у складі району Байдібека Туркестанської області Казахстану. Входить до складу Минбулацького сільського округу.
Населення — 11 осіб (2021; 160 у 2009, 288 у 1999, 118 у 1989).